# Jera
Jera (ook wel Jeran) is de twaalfde rune van het oude futhark. De klank is 'J'. Jeran is de vierde rune van de tweede Aett. De letterlijke betekenis is jaar of jaaroogst.

## Karaktercodering
| Unicode Codepoint | U+16c3               |
| Unicode-Name      | RUNIC LETTER JERAN J |
| HTML              | &#5827;              |